# Расмуссен, Андреас
А́ндреас Э́нгельберт Ра́смуссен (дат. Andreas Engelbert Rasmussen; 15 марта 1893, Ольборг — 23 февраля 1967, Ольборг) — датский хоккеист на траве, вратарь. Серебряный призёр летних Олимпийских игр 1920 года.

## Биография
Андреас Расмуссен родился 15 марта 1893 года в датском городе Ольборг.
Играл в хоккей на траве за «Копенгаген».
В 1920 году вошёл в состав сборной Дании по хоккею на траве на летних Олимпийских играх в Антверпене и завоевал серебряную медаль. Играл на позиции вратаря, провёл 3 матча, пропустил 8 мячей (пять от сборной Великобритании, один — от Франции, два — от Бельгии).
Умер 23 февраля 1967 года в Ольборге.